# Marko Drnovšek
Marko Drnovšek, slovenski gospodarstvenik, * 16. junij 1925, Slovenska Bistrica, † 22. april 2003, Maribor.
Diplomiral je 1951 na Ekonomski fakulteti v Zagrebu, se zaposlil v mariborski Elektrokovini ter bil v letih 1966−1980 njen glavni direktor. Veliko je pripomogel, da se je delavna organizacija modernizirala in proizvodno sodelovala s proizvajalci v svetu. Za uspešno delo je 1972 je prejel Kidričevo nagrado.